# Ulica gen. Augusta Fieldorfa-Nila w Częstochowie
Ulica gen. Augusta Fieldorfa-Nila – ulica w Częstochowie, w dzielnicy Północ. Stanowi jedną z dwóch głównych osi komunikacyjnych dzielnicy (drugą jest aleja Wyzwolenia).

## Historia
W okresie PRL ulica nosiła imię Mirosława Krajewskiego. Obecną nazwę (gen. Augusta Fieldorfa-Nila) otrzymała w 1992 roku.
W latach 2000-2001 ulica została poszerzona o drugą jezdnię (z wyjątkiem wylotu do Wałów Dwernickiego, który pozostał jednojezdniowy). Wybudowano wtedy także sygnalizację świetlną na skrzyżowaniach z ulicami Czecha i Gombrowicza. W 2006 roku wylot do Wałów Dwernickiego został przebudowany na nowe skrzyżowanie z jezdniami jednokierunkowymi.
W 2009 roku została wybudowana ulica rtm. Pileckiego będąca przedłużeniem ulicy gen. Fieldorfa-Nila w kierunku północnym. Ulica ta została później połączona z Korytarzem Północnym. W 2024 roku przebudowano skrzyżowanie z aleją Wyzwolenia tworząc w tym miejscu tzw. rondo biszkoptowe. Wcześniej przez dziesięć lat funkcjonowała w tym miejscu para rond kropelkowych zbudowanych z plastikowych płotków.